# Кранц, Жефруа
Жефруа Кранц (фр. Geoffroy Krantz; род. 3 декабря 1981) — французский гандболист, выступавший за сборную Францию.

## Карьера

#### Клубная
Жефруа Кранц начинал профессиональную карьеру в клубе «Лорьен». В 2000  году Кранц перешёл в «ГКМонпелье», в составе которого выиграл несколько раз чемпионат Франции и лигу чемпионов ЕГФ. В 2007 году Кранц перешёл в немецкий клуб «Гуммерсбах». В 2011 году Жефруа Кранц возвращается во Францию, в клуб «Сен-Рафаэль Вар», где и завершил карьеру.

#### В сборной
Жефруа Кранц выступал за сборную Франции с 2006 года — сыграл 29 матча и забросил 32 гола. 

## Награды
- Чемпион Франции: 2002, 2003, 2004, 2005, 2006,
- Обладатель Кубка Франции: 2001, 2002, 2003, 2005, 2006
- Вице-чемпион Франции: 2016
- Обладатель кубка Французской лиги: 2004, 2005, 2006, 2007
- Победитель лиги чемпионов ЕГФ: 2003
- Чемпион Европы: 2006
- Обладатель кубка ЕГФ: 2009
- Обладатель кубка обладателей кубка ЕГФ: 2010, 2011

## Статистика
Статистика Жефруа Кранц в сезоне 2017/18 указана на 1 июня 2018 года.
| Сезон   | Клуб               | Лига           | Матчи | Голы   | Голы   | Голы  |
| Сезон   | Клуб               | Лига           | Матчи | С игры | 7-метр | Всего |
| ------- | ------------------ | -------------- | ----- | ------ | ------ | ----- |
| 2004/05 | ГК Монпелье        | LNH Division 1 | 21    | 25     | 3      | 22    |
| 2005/06 | ГК Монпелье        | LNH Division 1 | 25    | 57     | 0      | 57    |
| 2006/07 | ГК Монпелье        | LNH Division 1 | 26    | 38     | 0      | 38    |
| 2011/12 | ГК Сен-Рафаэль Вар | LNH Division 1 | 26    | 39     | 0      | 39    |
| 2012/13 | ГК Сен-Рафаэль Вар | LNH Division 1 | 23    | 48     | 0      | 48    |
| 2013/14 | ГК Сен-Рафаэль Вар | LNH Division 1 | 15    | 22     | 0      | 22    |
| 2014/15 | ГК Сен-Рафаэль Вар | LNH Division 1 | 12    | 33     | 0      | 33    |
| 2015/16 | ГК Сен-Рафаэль Вар | LNH Division 1 | 26    | 59     | 0      | 59    |
| 2016/17 | ГК Сен-Рафаэль Вар | LNH Division 1 | 24    | 54     | 0      | 54    |
| 2017/18 | ГК Сен-Рафаэль Вар | LNH Division 1 | 26    | 42     | 0      | 42    |